# 永安镇 (南充市)
永安镇，是中华人民共和国四川省南充市高坪区曾经下辖的一个镇。2019年10月，撤销永安镇，将其所属行政区域划归都京街道管辖。

## 行政区划
永安镇撤销前下辖以下地区：
民主村、临江村、青林村、永乐村、永兴村、先锋村、前进村、永立村、共和村、永丰村和卫星村。